# Шонгауэр, Мартин
Ма́ртин Шонга́уэр (нем. Martin Schongauer; 1450, Кольмар, Эльзас — 2 февраля 1491, Брайзах-ам-Райн, Баден-Вюртемберг) — выдающийся немецкий художник эпохи Северного Возрождения швабской школы: рисовальщик, живописец и гравёр. В Германии был известен под прозванием «Шваб» (Schwab). Мартин Шонгауэр был самым известным гравёром к северу от Альп до появления Альбрехта Дюрера, молодого художника, который собирал и копировал его произведения. Шонгауэр также — первый немецкий художник, ставший выдающимся гравёром своего времени.

## Жизнь и творчество
Мартин был сыном Каспара Шонгауэра Старшего, ювелира из Аугсбурга, который переехал в Кольмар около 1440 года. В 1445 году Каспар Шонгауэр стал членом городского Совета и мастером гильдии ювелиров (что требовало, вероятно, как минимум пятилетнего проживания в городе). Кольмар ныне находится на территории Франции, но тогда он был частью Священной Римской империи, в семье, как и в городе, говорили по-немецки. В семье было четверо (в отдельных источниках называется пятеро) сыновей. Из них Георг и Пауль выбрали профессию отца, Людвиг стал живописцем. Каспар Шонгауэр Второй (Младший), возможно, старший из них, упоминается лишь в нескольких документах. Он был ювелиром, в 1481 году изготовил кубок для города и, возможно, в 1491 году встречался с Альбрехтом Дюрером.
Мартин Шонгауэр начальное обучение проходил в ювелирной мастерской отца, получая навыки гравировки и чернения (ниелло) металлических изделий, что было обычным делом для будущих художников-гравёров в Германии XV—XVI веков. Далее, возможно, проходил подготовку в качестве ученика Каспара Изенмана. Затем, возможно, некоторое время работал в мастерской Ганса Плейденвурфа в Нюрнберге, где познакомился с новым натуралистическим стилем нидерландской живописи «ars nova» Яна ван Эйка и Рогира ван дер Вейдена.
В 1465 году Мартин Шонгауэр был зачислен на несколько семестров в Лейпцигский университет с намерением родителей сделать из него священника или юриста, но через год с небольшим ушёл. Своё обязательное для художников того времени путешествие он начал не позднее 1469 года; он посетил Бургундию и Нидерланды: он конечно же видел алтарь «Страшный суд» Рогира ван дер Вейдена в Боне (Франция), а также произведения Дирка Баутса, кёльнской школы живописи окружения Штефана Лохнера и фламандской школы Яна ван Эйка.

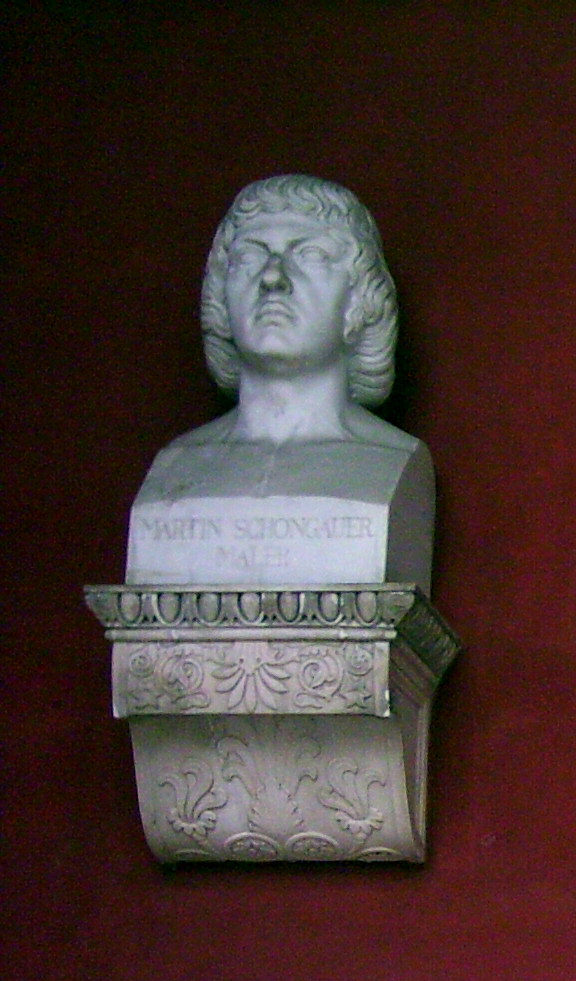
Бюст М. Шонгауэра в Зале славы, Мюнхен

Он вернулся в Кольмар в 1469 году. Его старший брат Людвиг Шонгауэр, вероятно, заменял его в отцовской мастерской. В 1471 году Мартин организовал собственную мастерскую.
Художник скончался в Брайзахе на Рейне в 1491 году, возможно, не дожив до сорока лет. С 1488 года он занимался росписями местного собора, в частности сценой «Страшного суда», расположенной по традиции на контрфасаде. Это была самая большая фреска к северу от Альп, и на момент его смерти она осталась незавершённой.
В следующем году Альбрехт Дюрер во время своих странствий специально отправился в Кольмар, чтобы встретиться с Шонгауэром, но обнаружил, что тот уже умер. Дюрер был поклонником Шонгауэра, коллекционировавшим его рисунки и, несомненно, гравюры. Его собственная гравюра «Бегство в Египет» из серии «Жизнь Девы Марии» включает в себя те же два экзотических дерева, которые изображены на одной из гравюр Шонгауэра.
Живописных произведений Мартина Шонгауэра до нас дошло немного, самые ранние из них датируются не ранее 1469 года. Самая замечательная: «Мадонна в беседке из роз», была написана для кольмарской церкви Святого Мартина. Несомненно, Шонгауэру принадлежит также хранящийся в кольмарском музее складной алтарь, на внешней стороне которого изображено, в фигурах натуральной величины, Благовещение, а на внутренней стороне — Богоматерь, поклоняющаяся Младенцу Христу, и Антоний Великий с донатором (заказчиком) алтаря. Почти с полной достоверностью приписываются художнику два образа «Святого Семейства», один в мюнхенской Старой пинакотеке, а другой в венском Музее истории искусств.

Наиболее характерны гравюры Шонгауэра, которых насчитывается до 117. Общепризнанно, что сто шестнадцать гравюр сделаны его рукой, все с его монограммой (

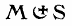
Монограмма художника

), но ни одна из них не датирована, как и многие копии, вероятно, сделанные художниками, не имеющими к нему никакого отношения. Считается, что Шонгауэр начал подписывать гравюры в начале 1470-х годов. Самая редкая из них сохранилась в трёх оттисках.
Вернувшись из странствий, у себя в Германии Шонгауэр «создал особенный жёсткий и экспрессивный стиль резцовой гравюры на меди… восходящий к средневековым немецким ксилографиям — обрезным (продольным) гравюрам на дереве». Его гравюры, как и гравюры Дюрера, были хорошо известны в Италии, где художник получил прозвание «Прекрасный Мартин» (итал. Buonmartino).
По словам Артура Майгера Хинда, Шонгауэр был одним из первых немецких гравёров, который «поднялся над готическими ограничениями как в оформлении, так и в шрифте» и что он «воплощает в жизнь идею красоты, которая обращается к более общим идеалам, чем ранние гравёры».
Шонгауэр был первым северным гравёром, чьи гравюры, наряду с оттисками неизвестного до настоящего времени монограммиста «Мастера E. S.» (нем. Meister E. S.) не только широко копировали другие художники, но и чьи рисунки использовались живописцами, скульпторами и рисовальщиками в разных видах и жанрах искусства. Фантастические демоны, изображённые Мартином в «Искушении святого Антония», создали гибриды рыб, птиц и насекомых, узнаваемые в произведениях других художников на протяжении следующего столетия.
Крупные типографии во множестве печатали гравюры Шонгауэра, что обычно для XV века, хотя оттиски сильно различаются по качеству. Разные водяные знаки позволяют предположить, что оттиски печатались в течение значительных периодов времени, причём большинство из них были сделаны, когда медные пластины начали проявлять признаки износа. «Отдых на пути в Египет» сохранился примерно в шестидесяти отпечатках, хотя только семь из них хорошего качества. Для большого «Христа, несущего крест», самой крупной из когда-либо созданных гравюр, тираж предположительно составлял около семидесяти экземпляров. Его плодовитый современник Исраэль ван Мекенен изготовил копии 58 гравюр, ровно половину работ Шонгауэра, а также заимствовал мотивы или фигуры из большего количества, и, очевидно, гравировал некоторые рисунки, которые позднее были утрачены.
Среди учеников Мартина Шонгауэра был Ханс Бургкмайр Старший, который работал в его мастерской в 1488—1490 годах. Гравюру с портретом Шонгауэра, считают сделанной Бургкмайром по утраченным позднее рисунку или картине, возможно авторства его отца Томана Бургкмайра, встречавшего Шонгауэра в Аугсбурге.
Бюст с изображением Шонгауэра установлен в Зале славы Мюнхена. В его честь названа гимназия Мартина-Шонгауэра в Брайзахе, а также улицы и бульвары во Франкентале, Гундельфингене, Кевеларе, Кешинге, Билефельде, Нойенбурге, Роттенбурге, Шонгау, Бад-Виндсхайме, Фильдерштадте, Карлсруэ, Берлин-Мальсдорфе и Нидеркрюхтене.

## Живописные произведения Мартина Шонгауэра

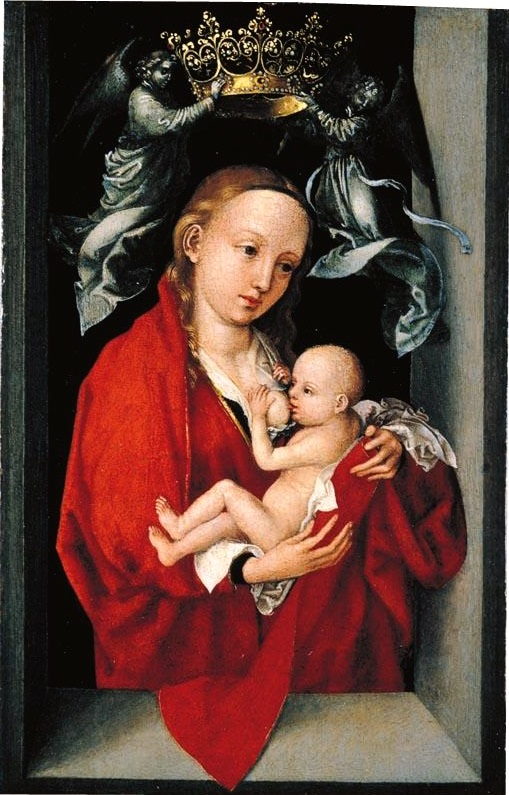
Mадонна с Младенцем, коронуемая ангелами. Между 1470 и 1475. Дерево, масло. Галерея искусств Комптон Верней, Уорикшир, Англия
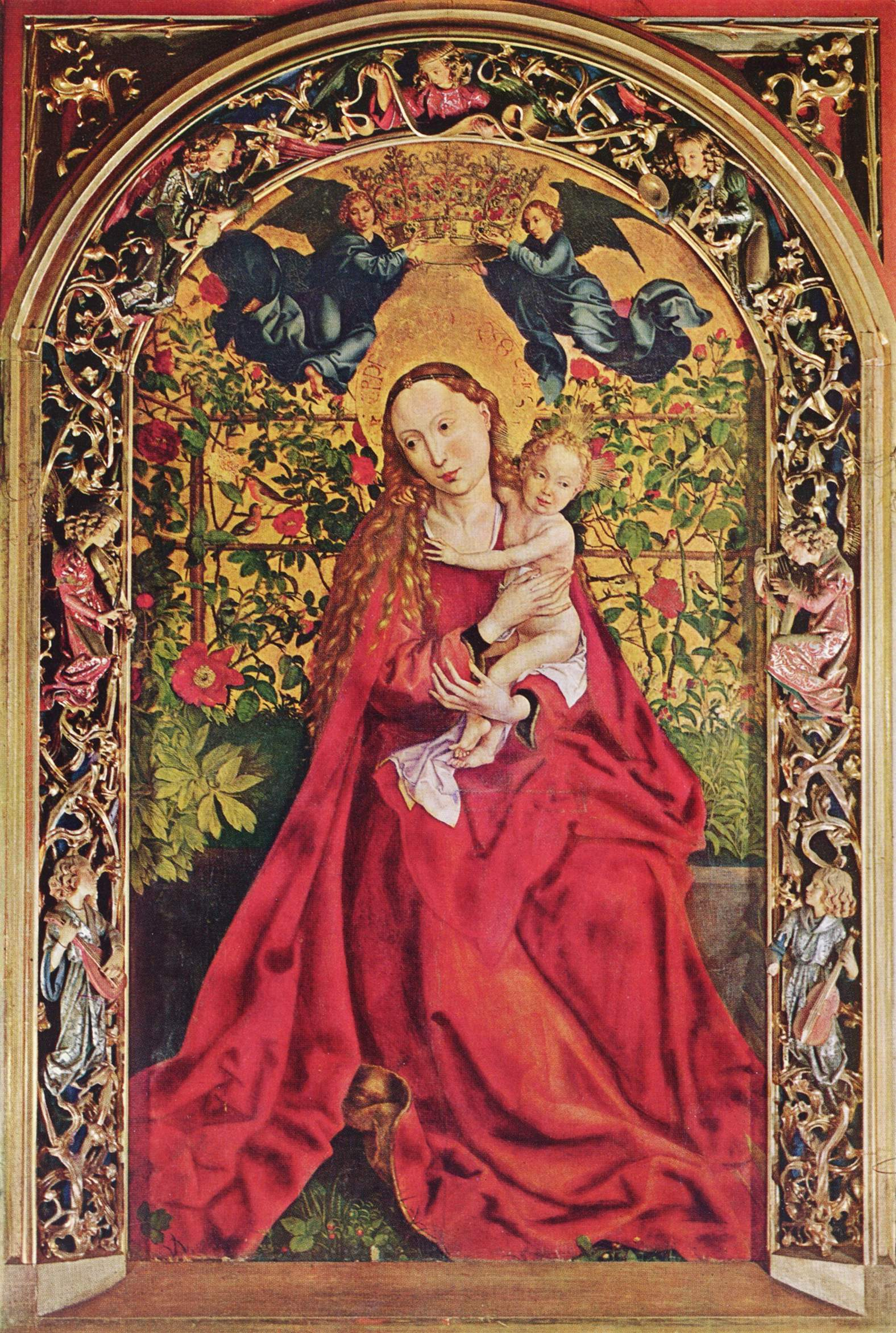
Мадонна в беседке из роз. 1473. Дерево, масло. Доминиканская церковь, Кольмар
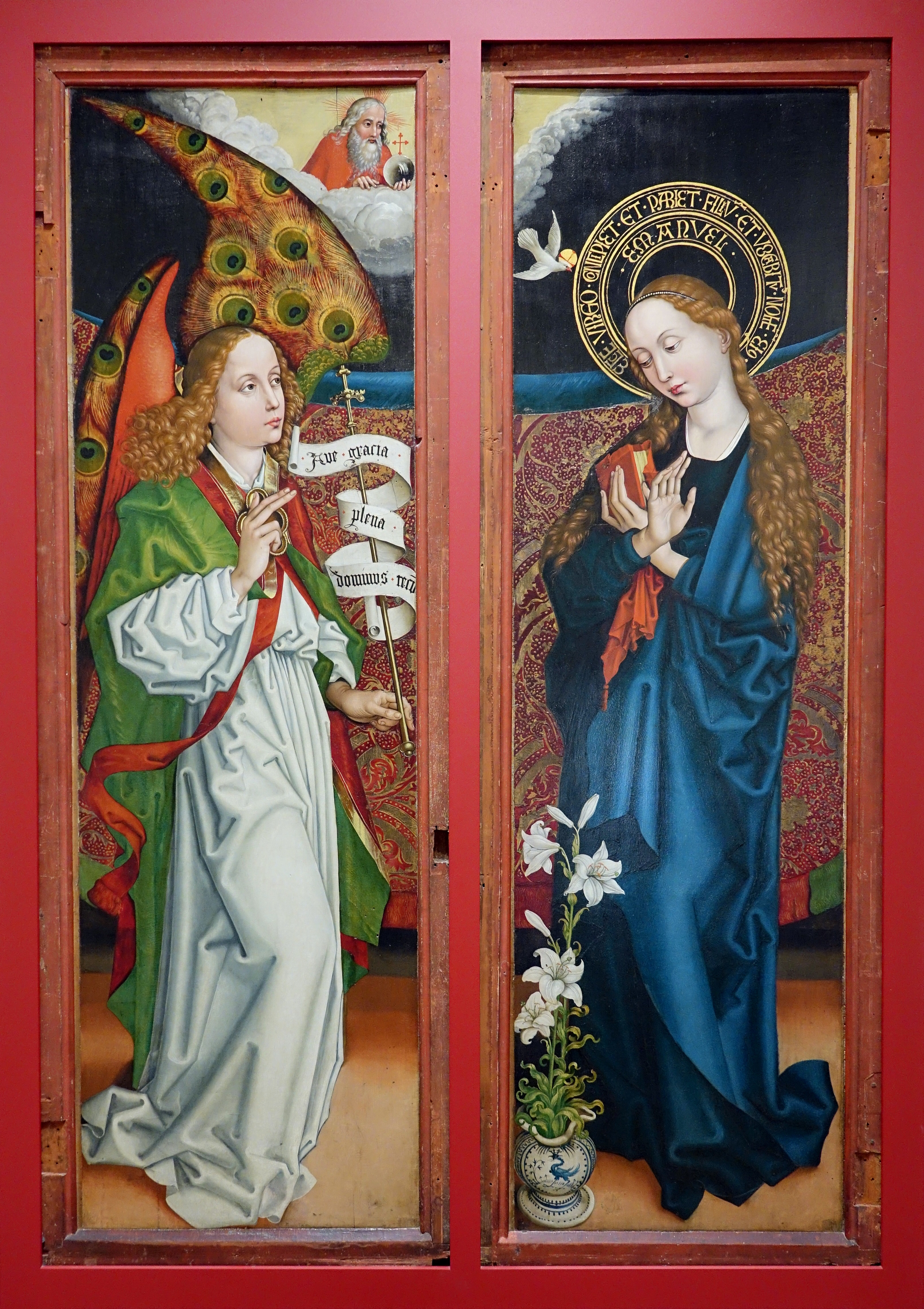
Благовещение. Орлиерский алтарь в закрытом виде. 1472. Дерево, масло. Музей Унтерлинден, Кольмар
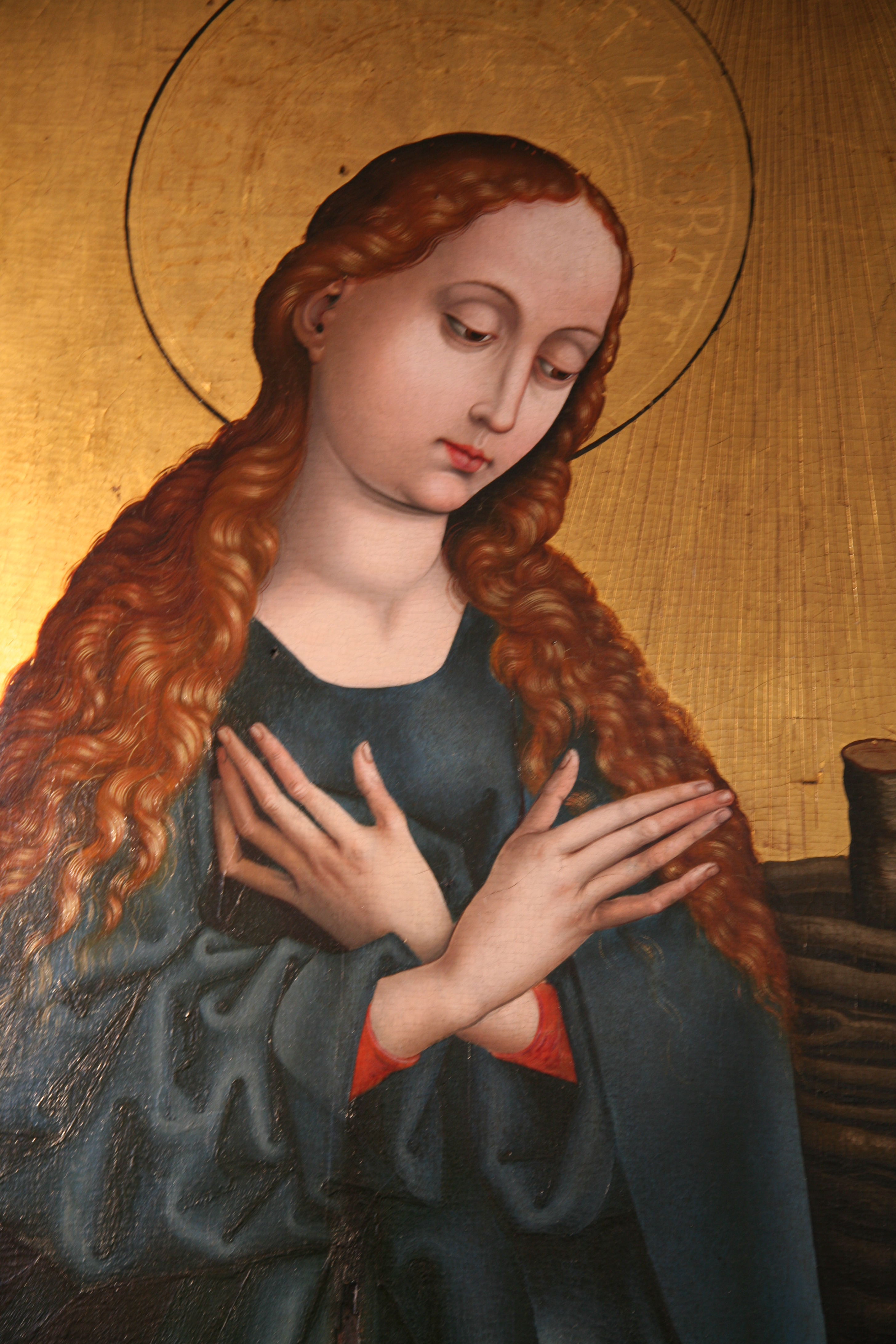
Дева Мария. Деталь внутренней панели Орлиерского алтаря. Музей Унтерлинден, Кольмар
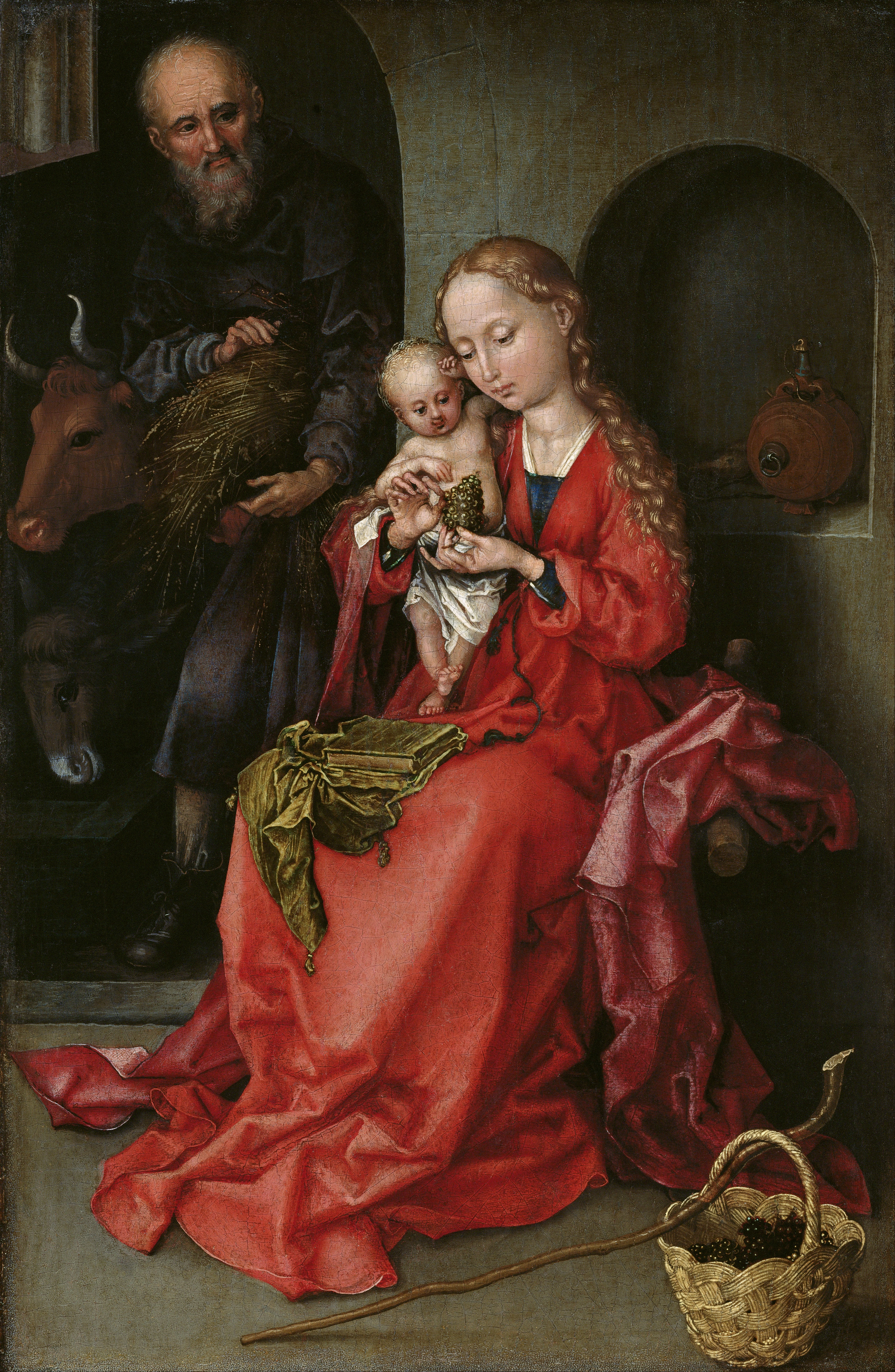
Святое семейство. Между 1480 и 1490. Дерево, масло. Музей истории искусств, Вена
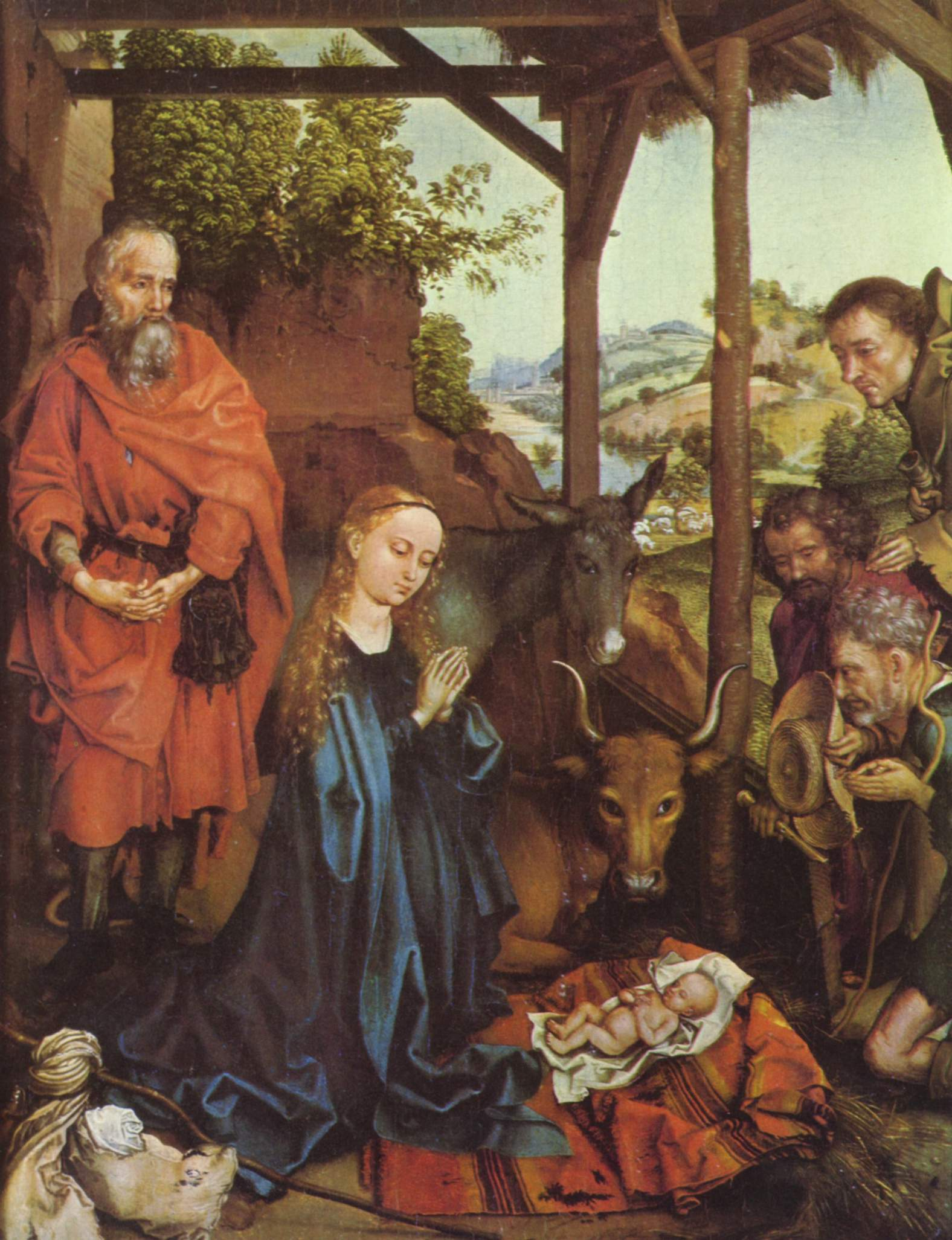
Святое семейство. Ок. 1480. Дерево, масло. Берлинская картинная галерея
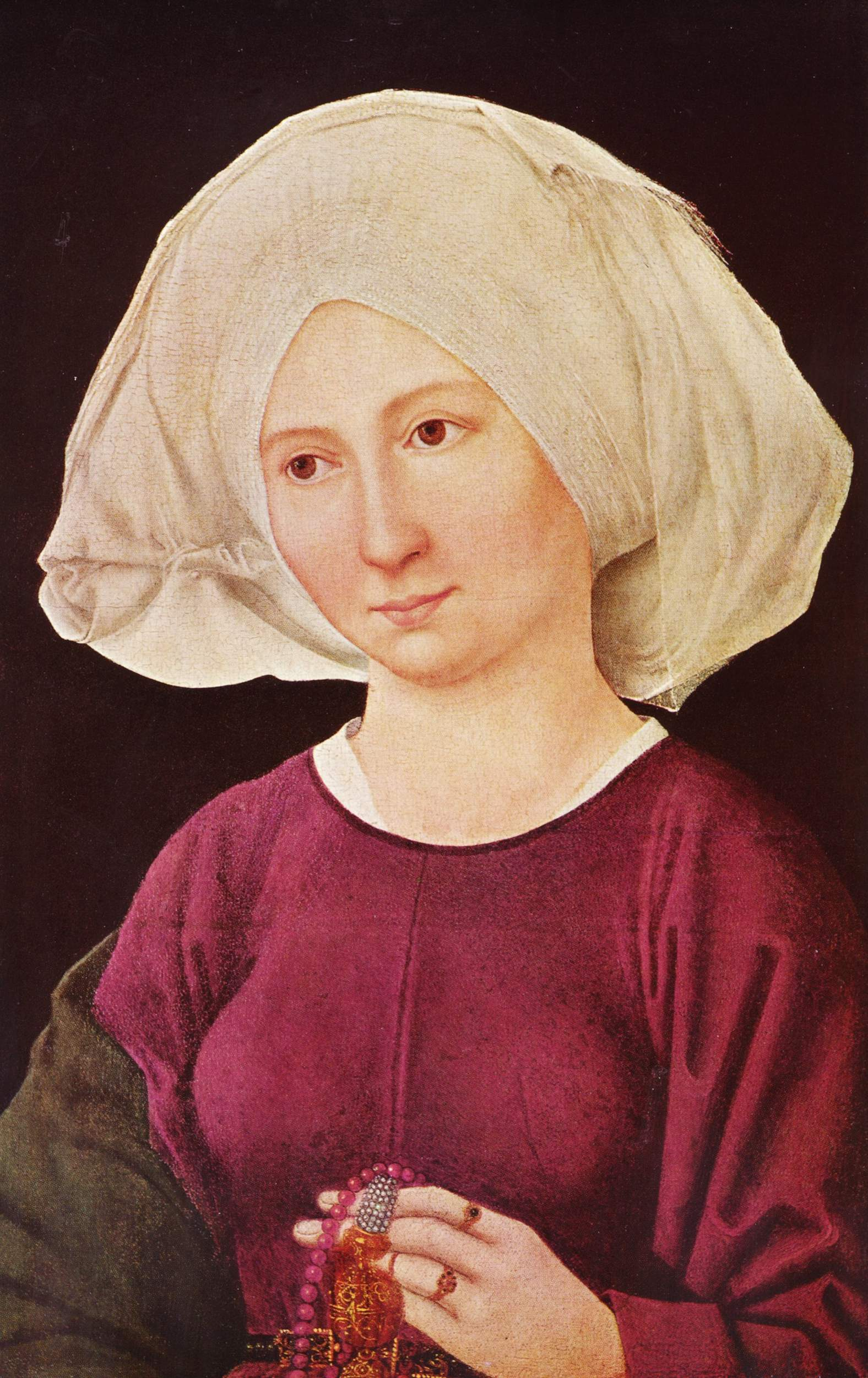
Портрет молодой женщины. Между 1475 и 1480. Дерево, масло. Коллекция Хайнца Кистерса, Кройцлинген, Швейцария

## Гравюры резцом на меди

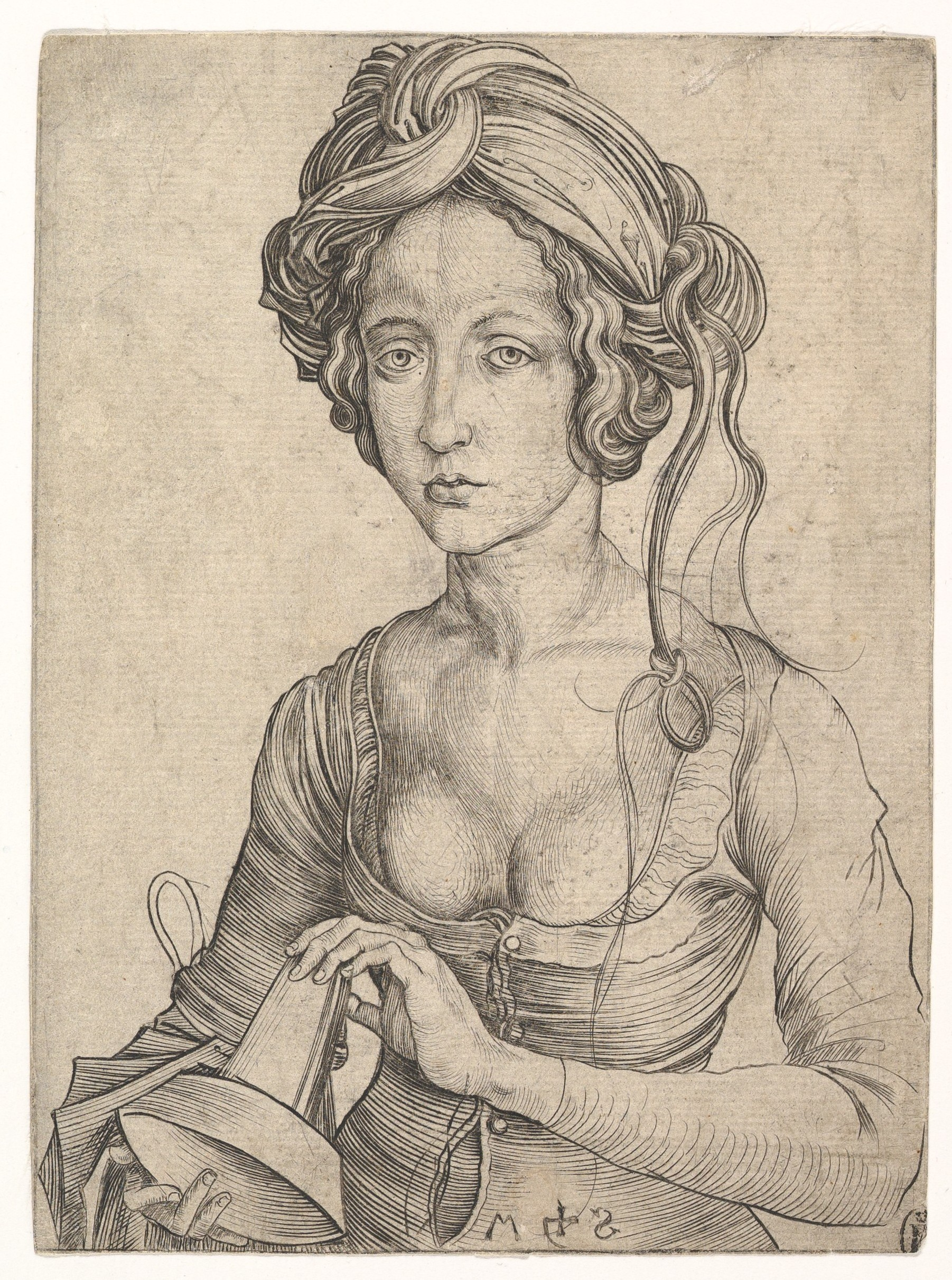
Глупая дева
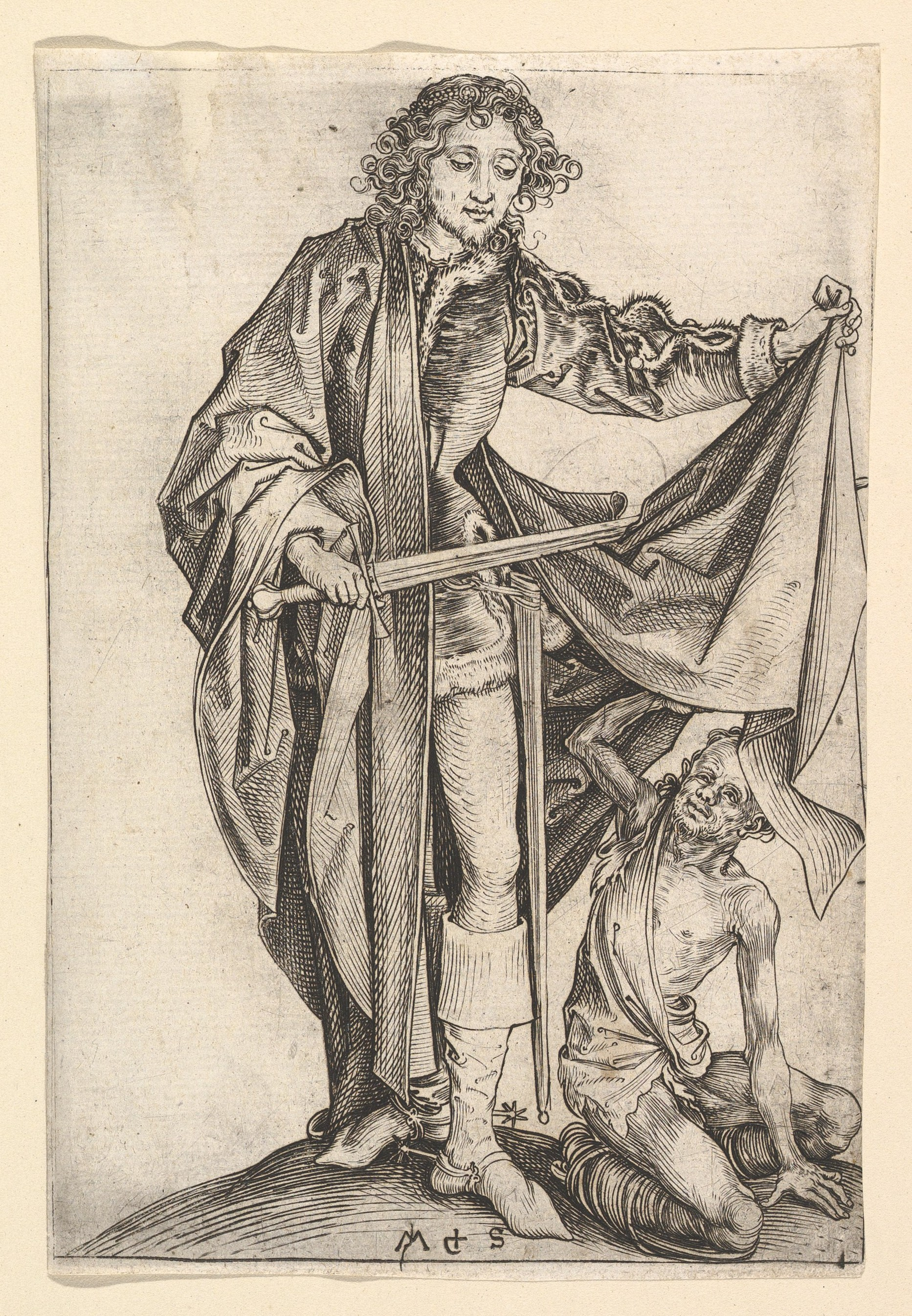
Святой Мартин
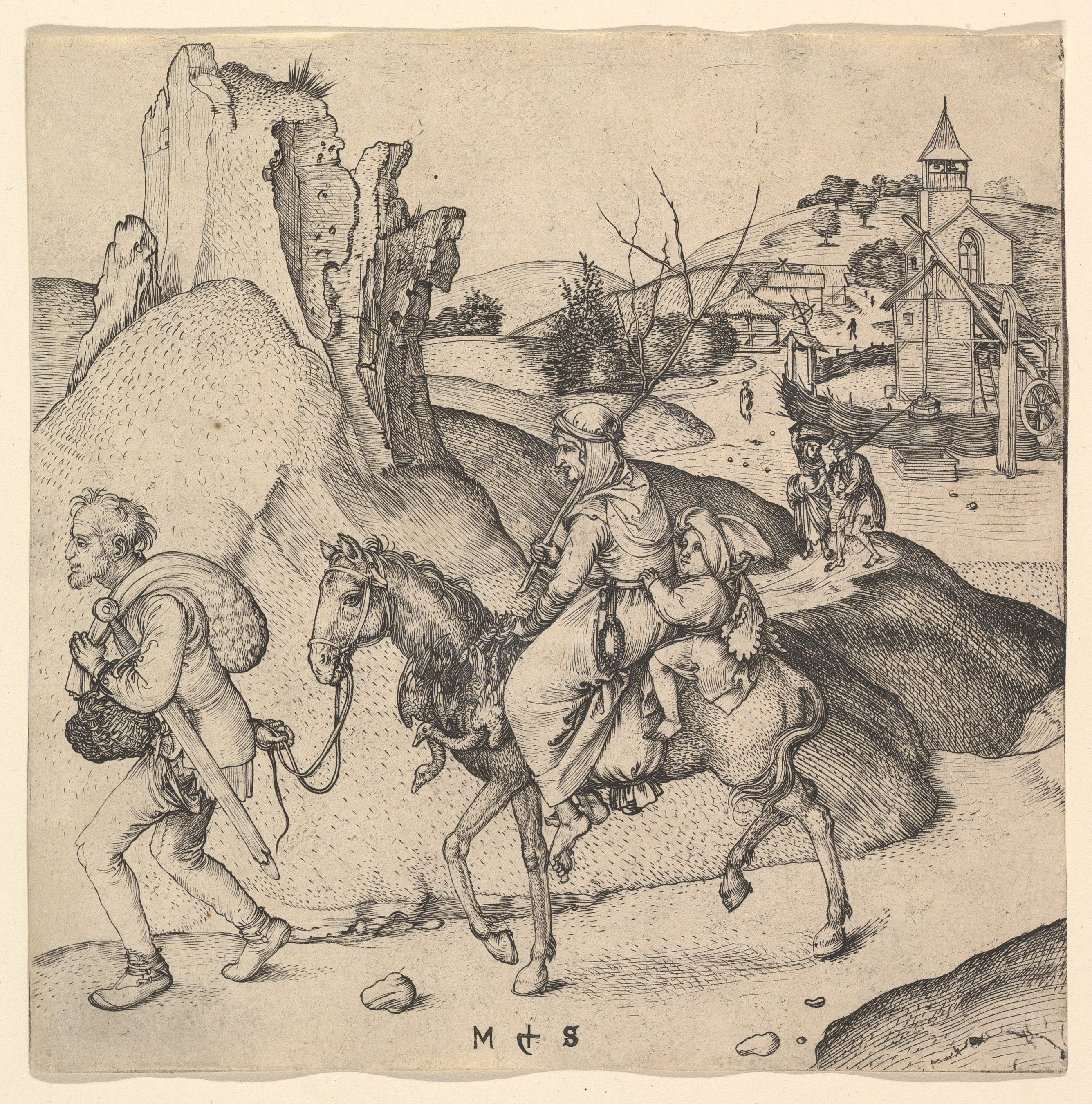
Крестьянская семья, собравшаяся на рынок
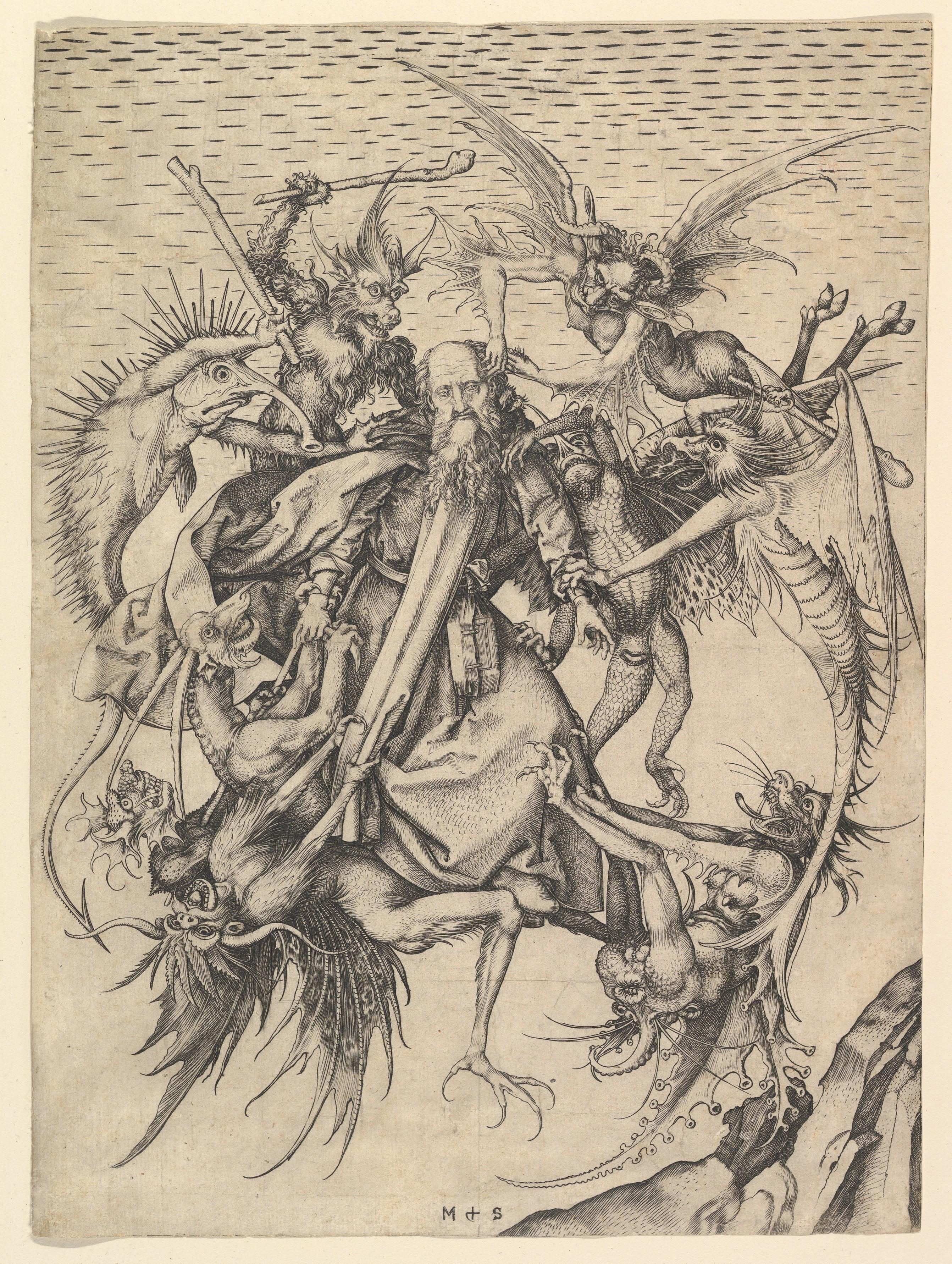
Искушение Святого Антония
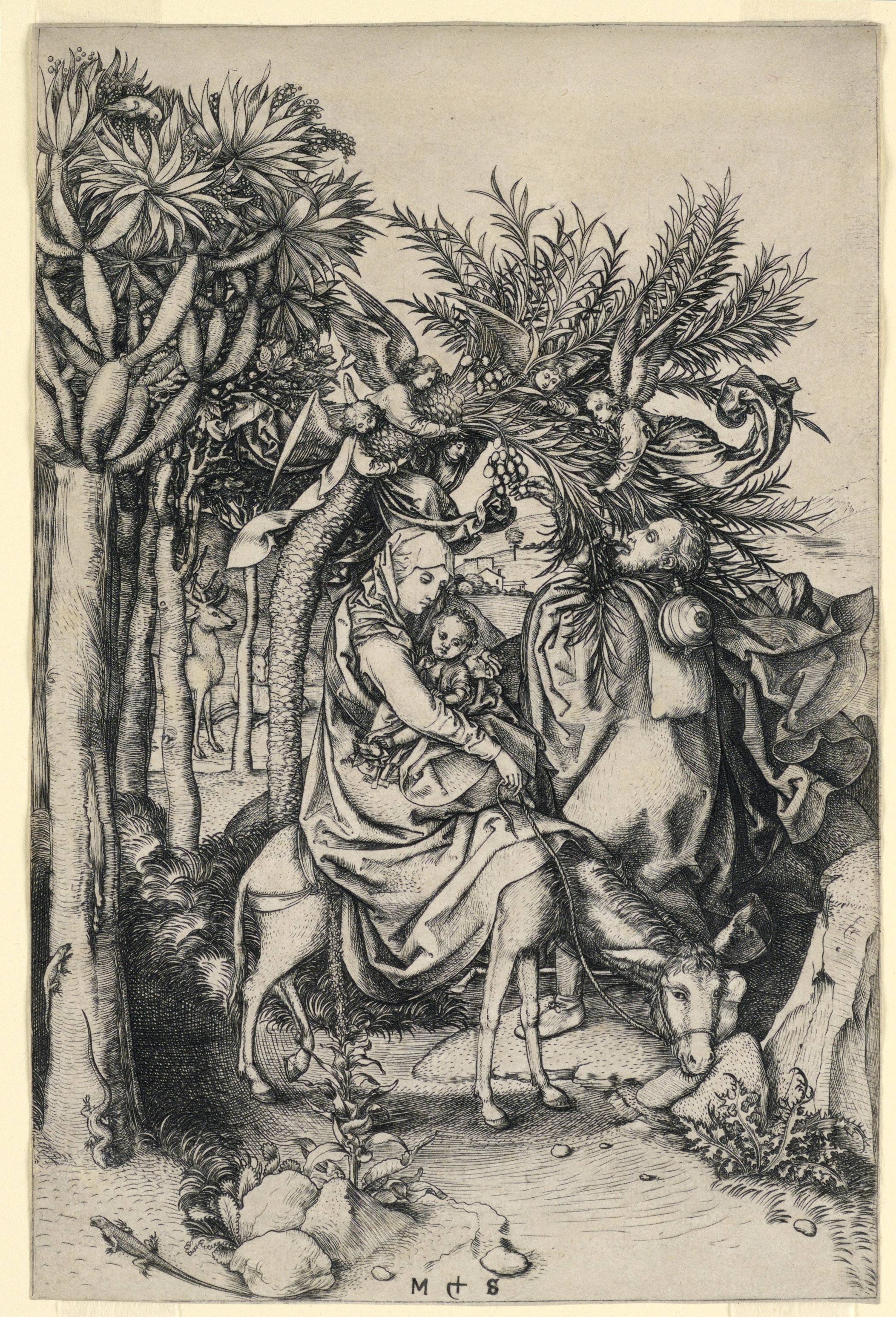
Отдых на пути в Египет
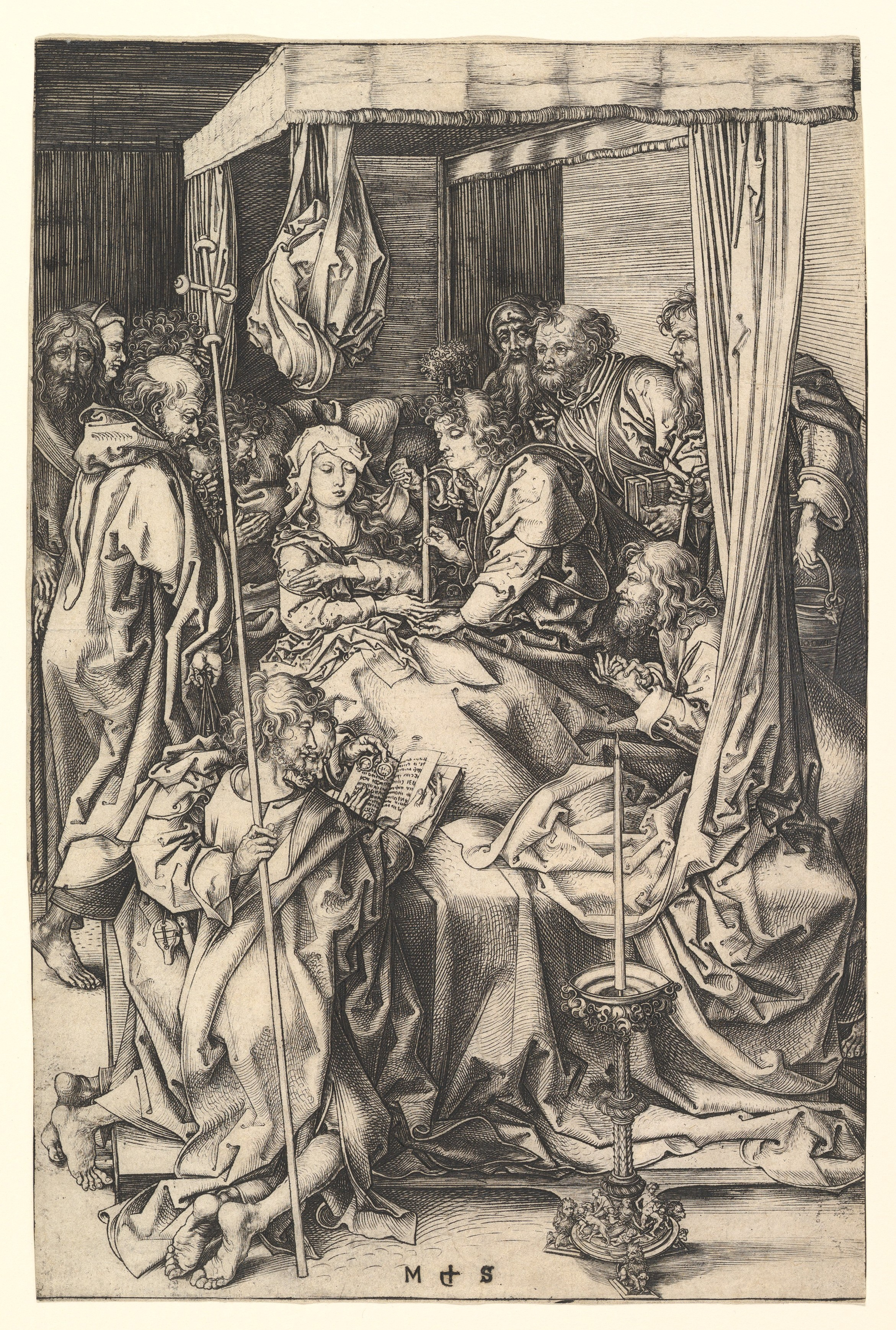
Смерть Марии
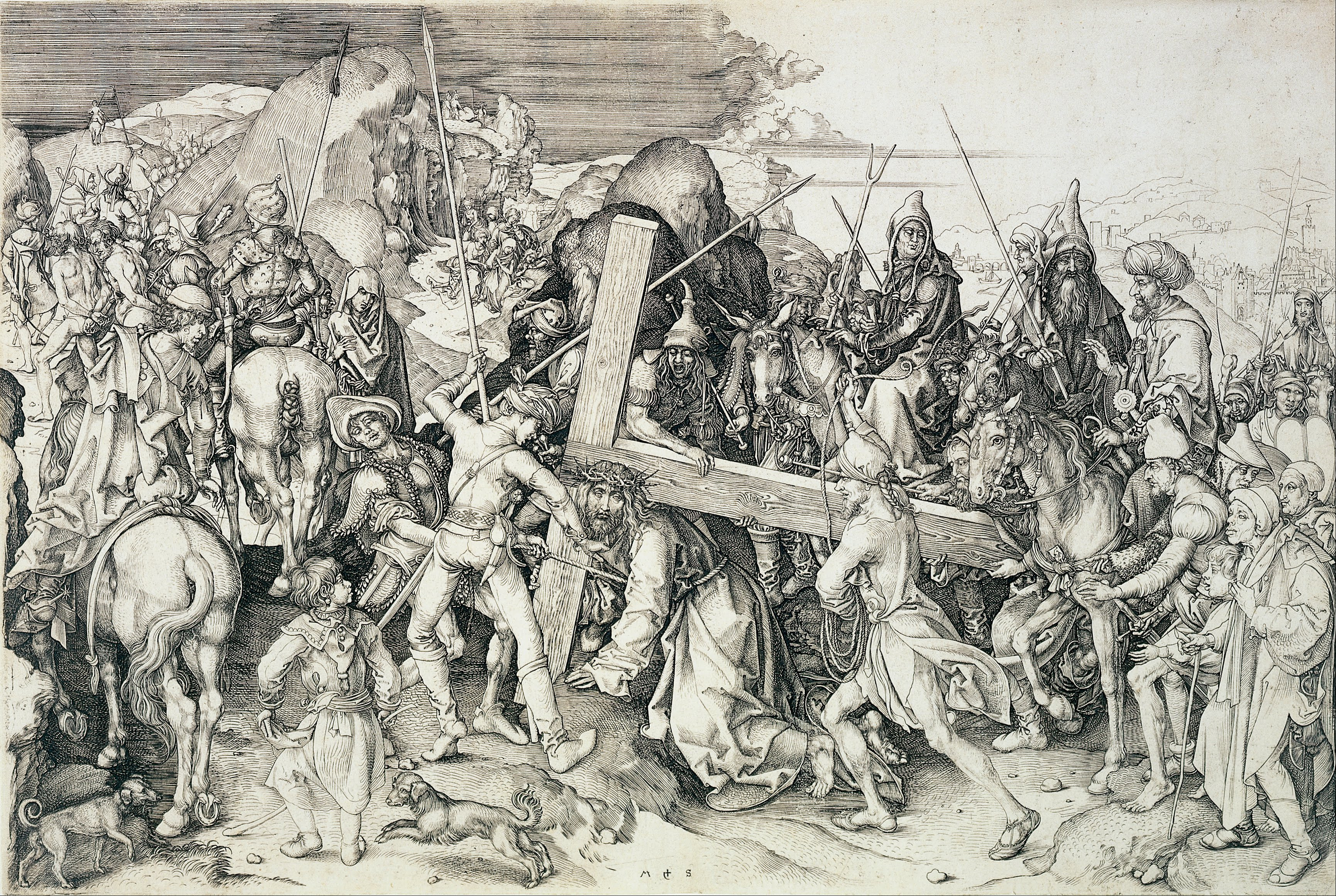
Христос, несущий крест. 28,8 x 43,3 cм
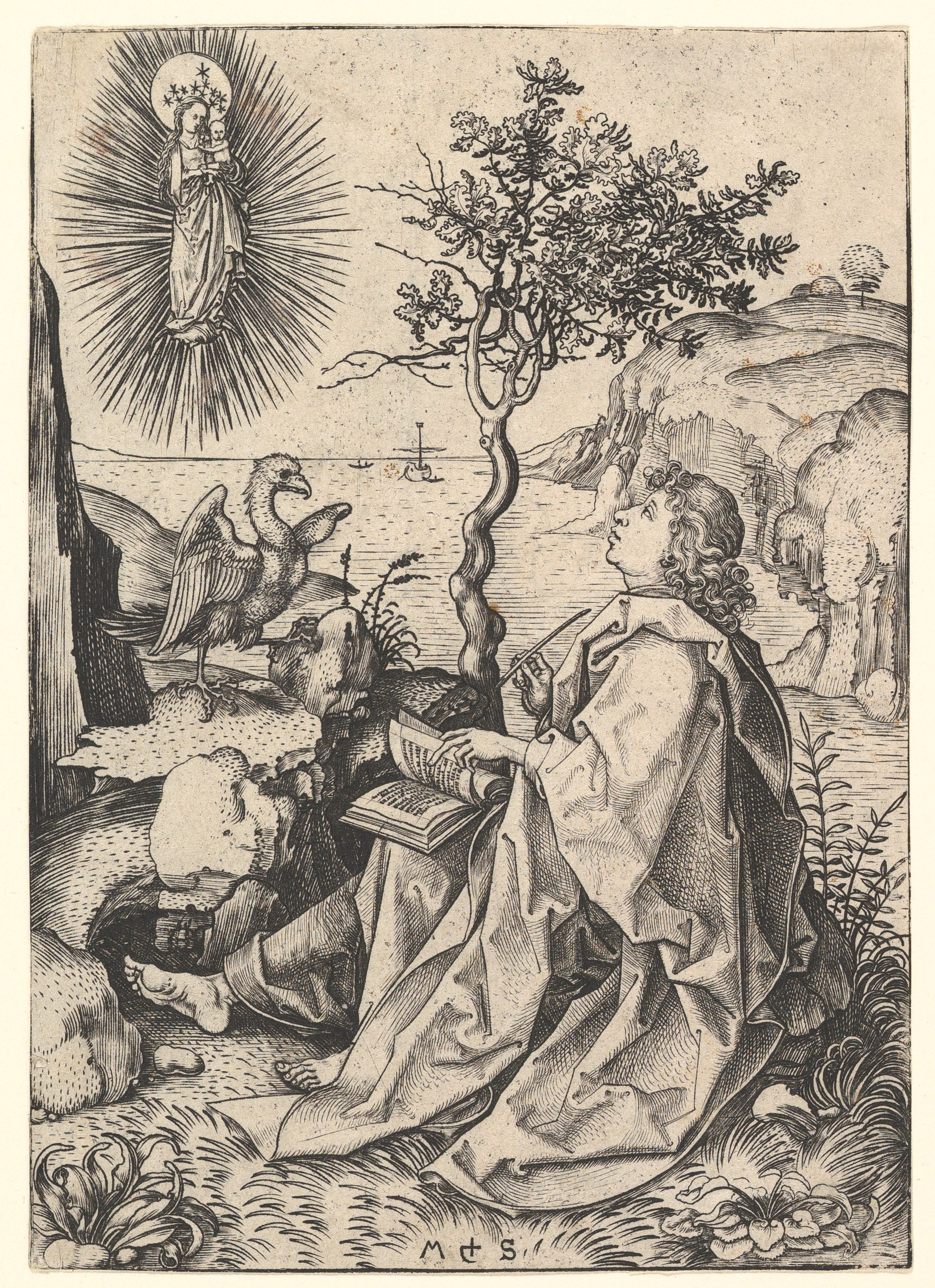
Святой Иоанн на Патмосе
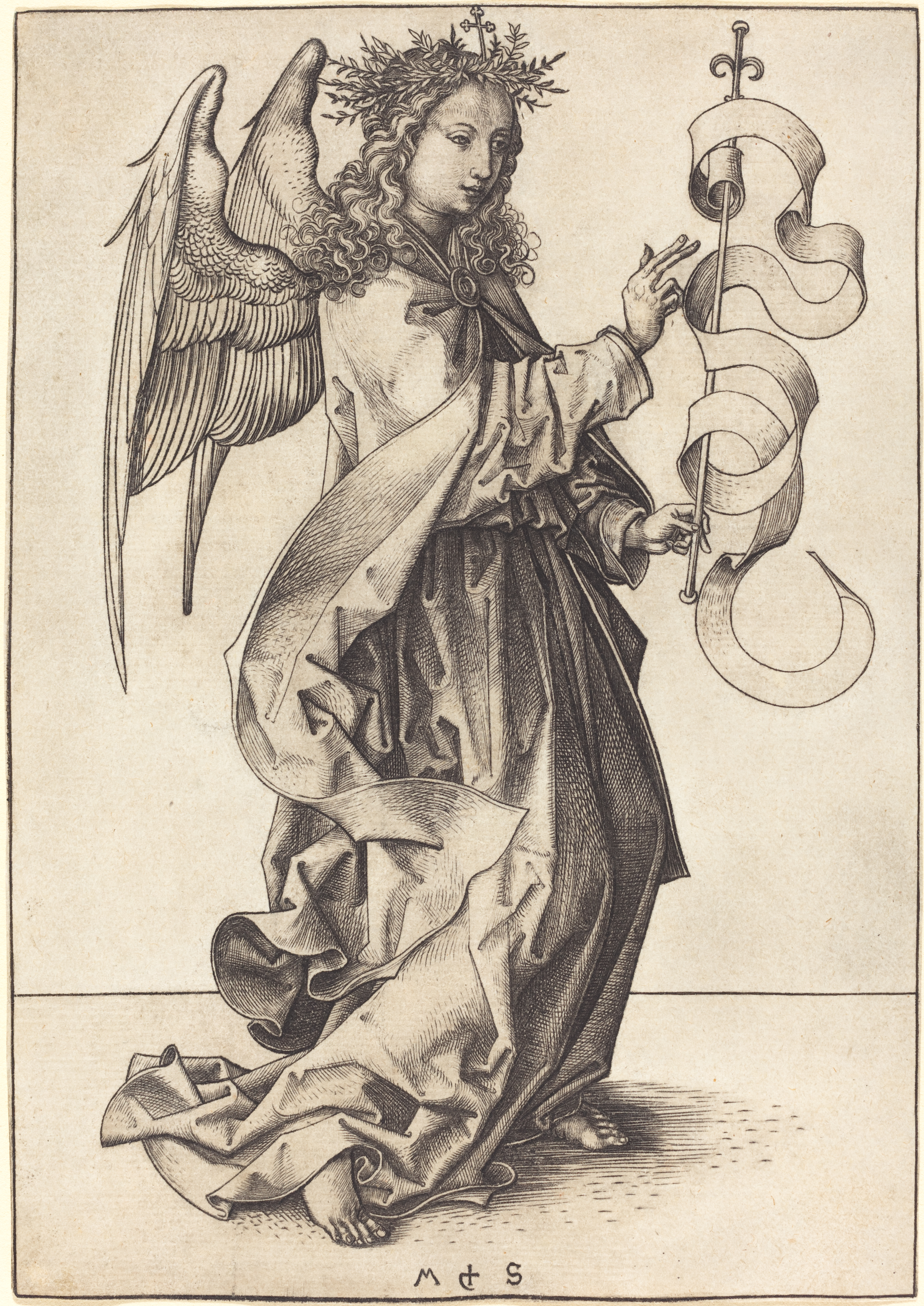
Архангел Гавриил
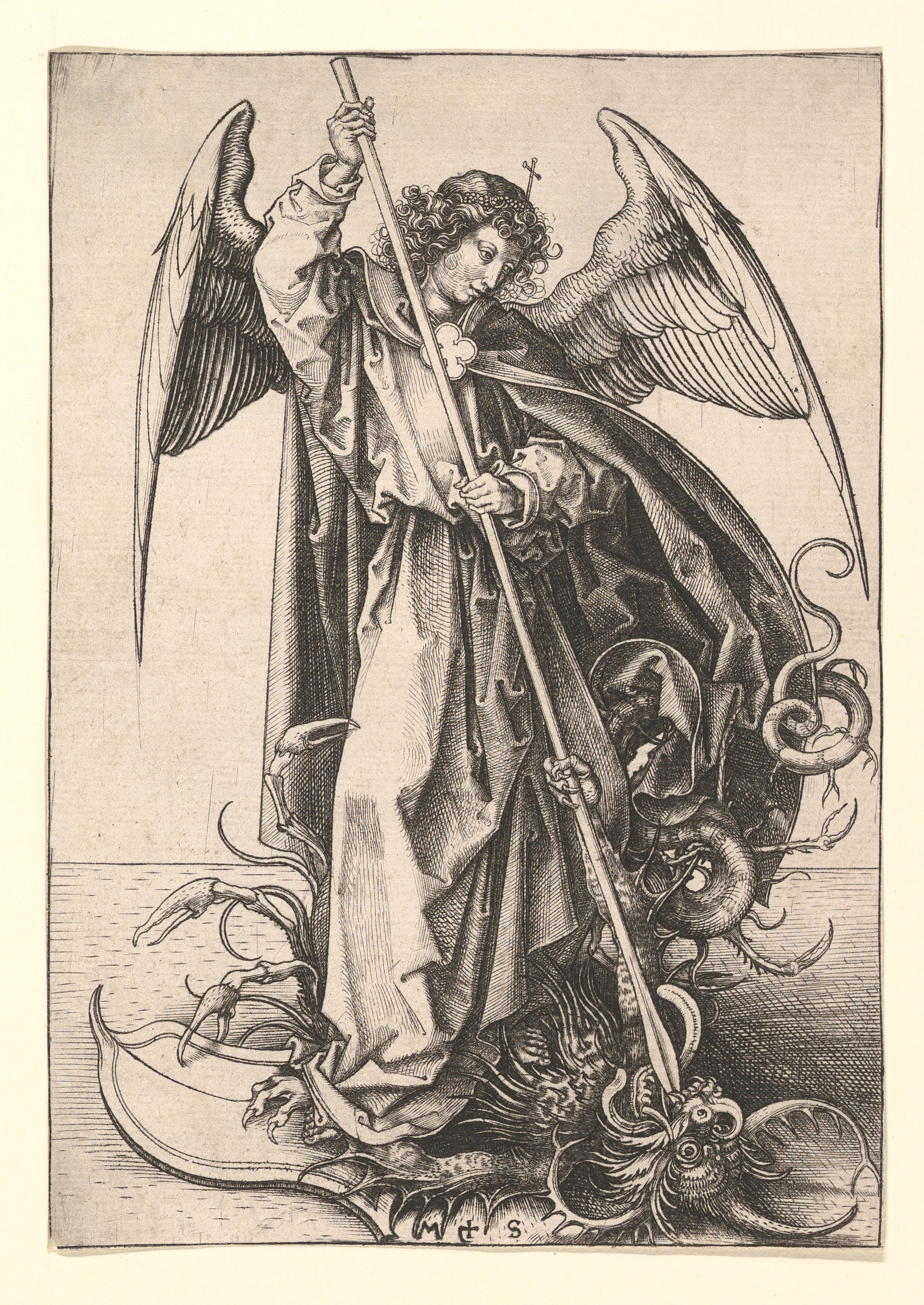
Святой Михаил
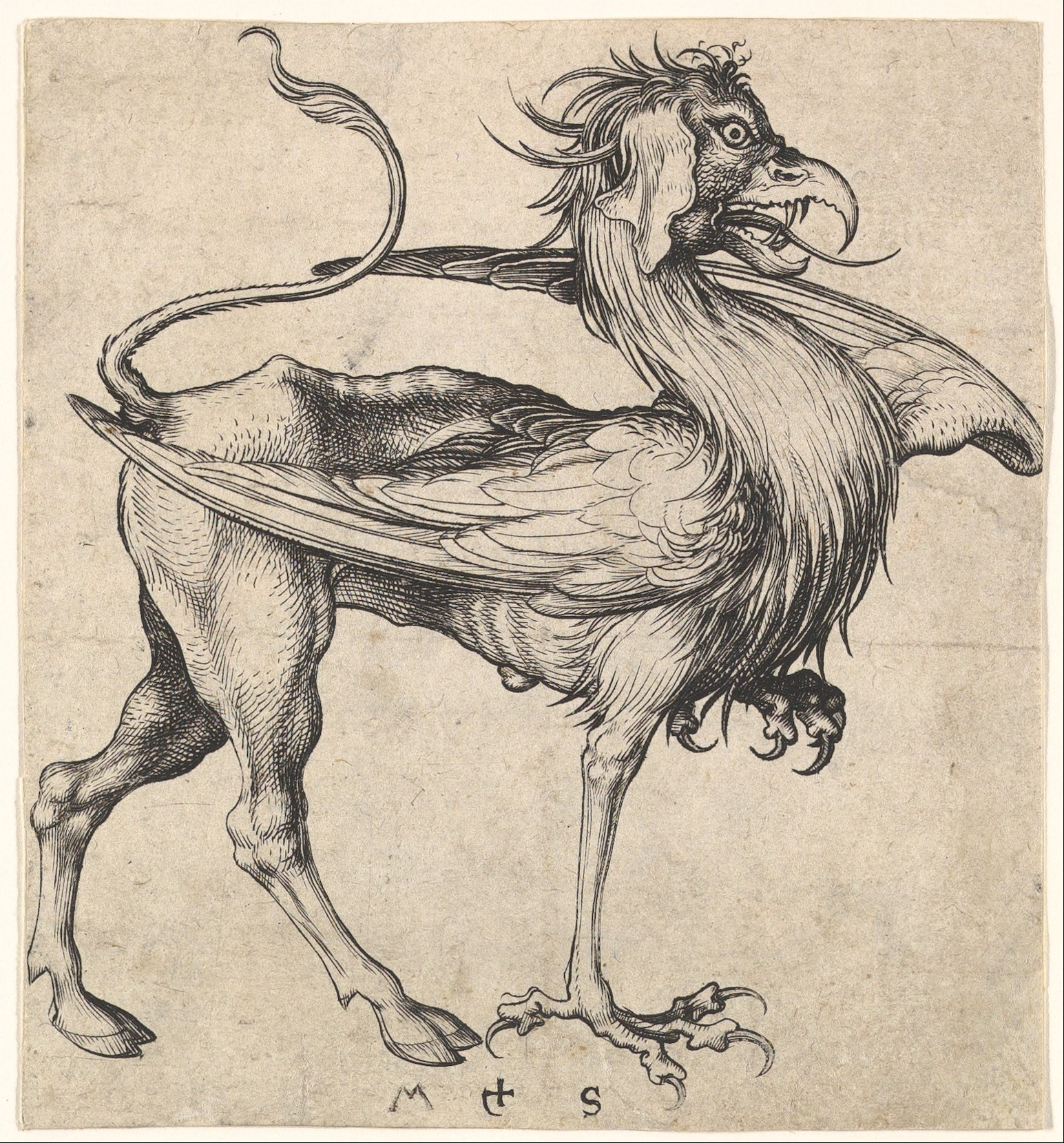
Грифон
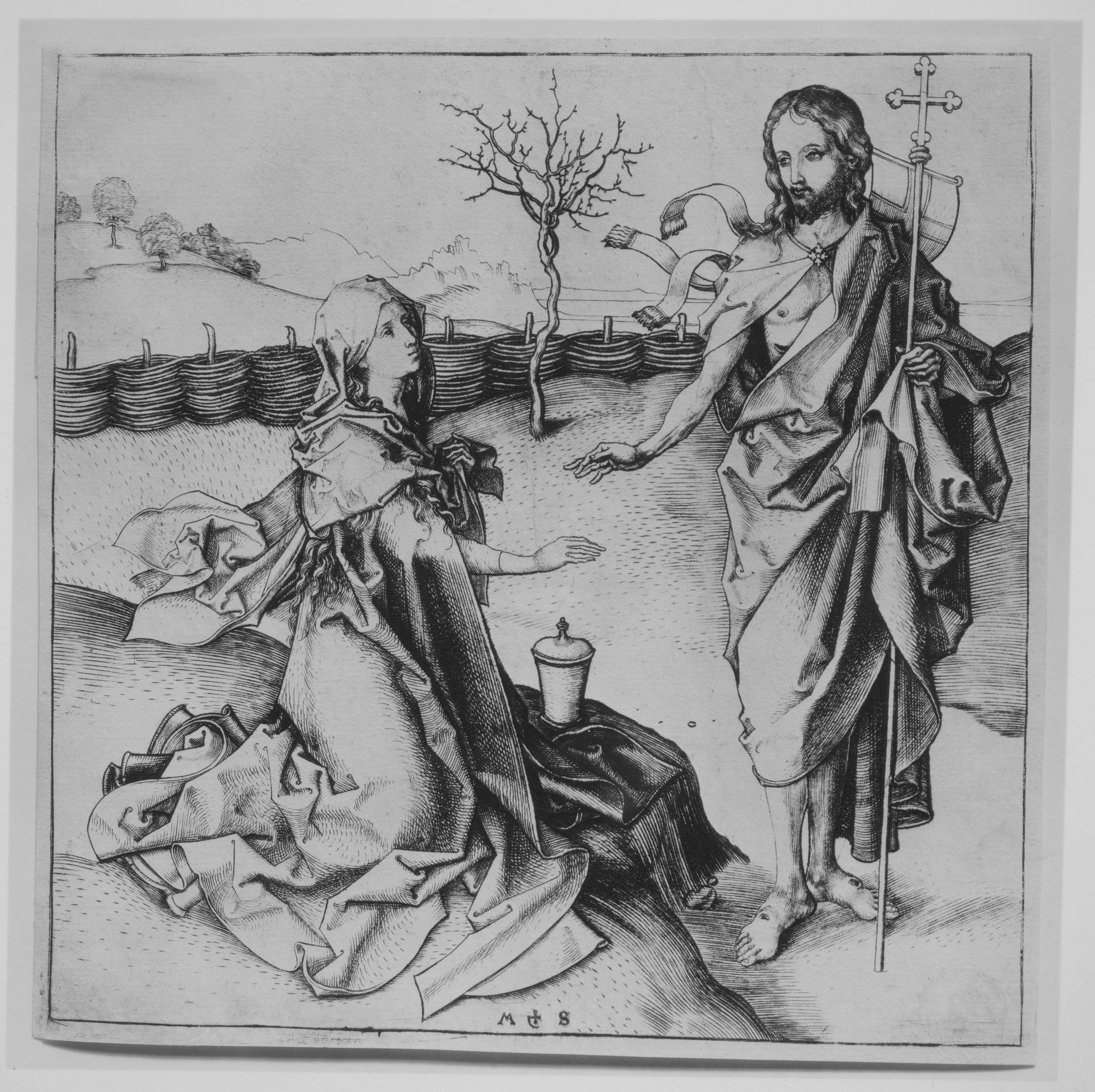
Noli me Tangere (Не прикасайся ко Мне)
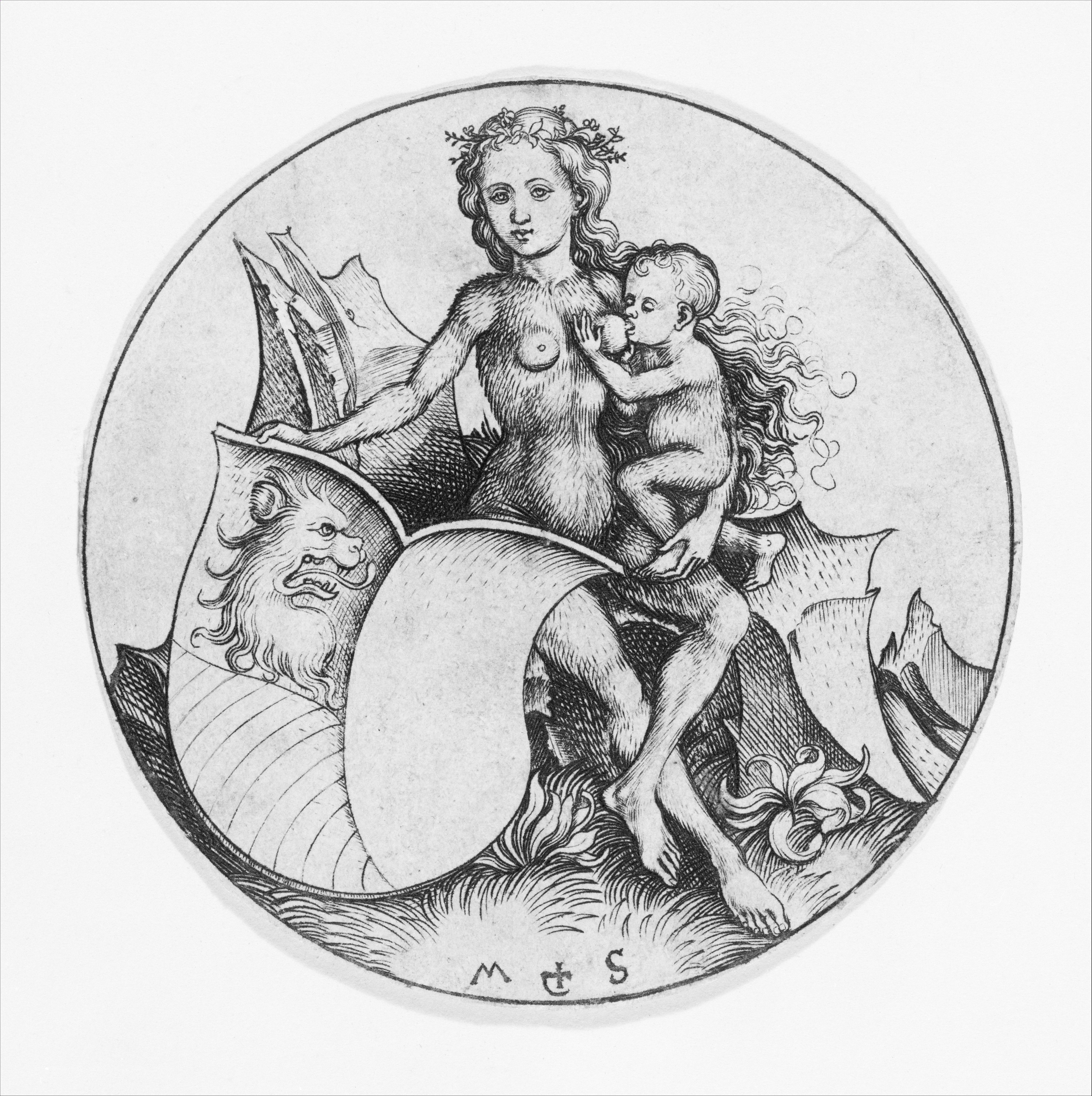
Дикая женщина, держащая щит с головой льва
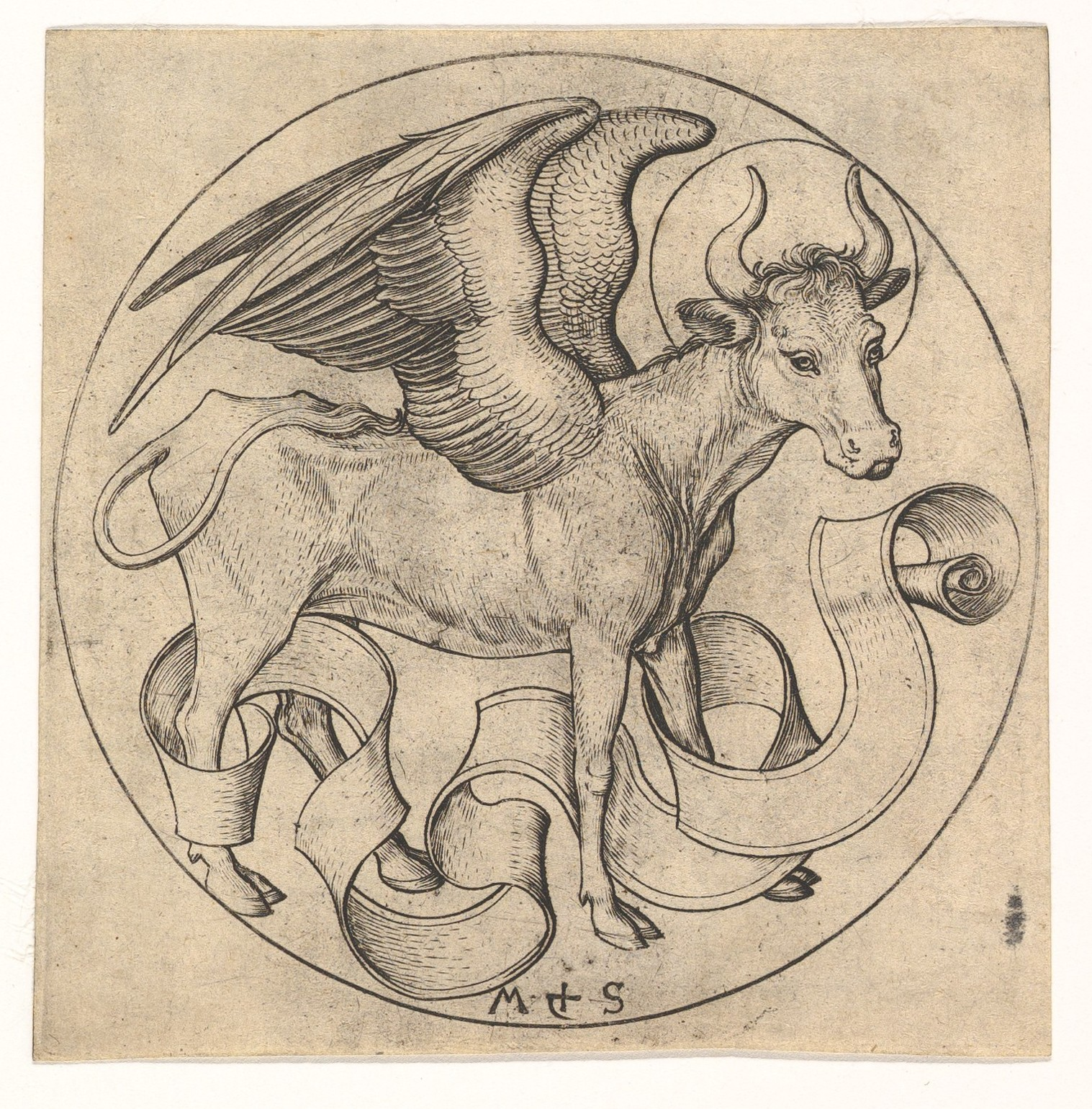
Эмблема Святого Луки
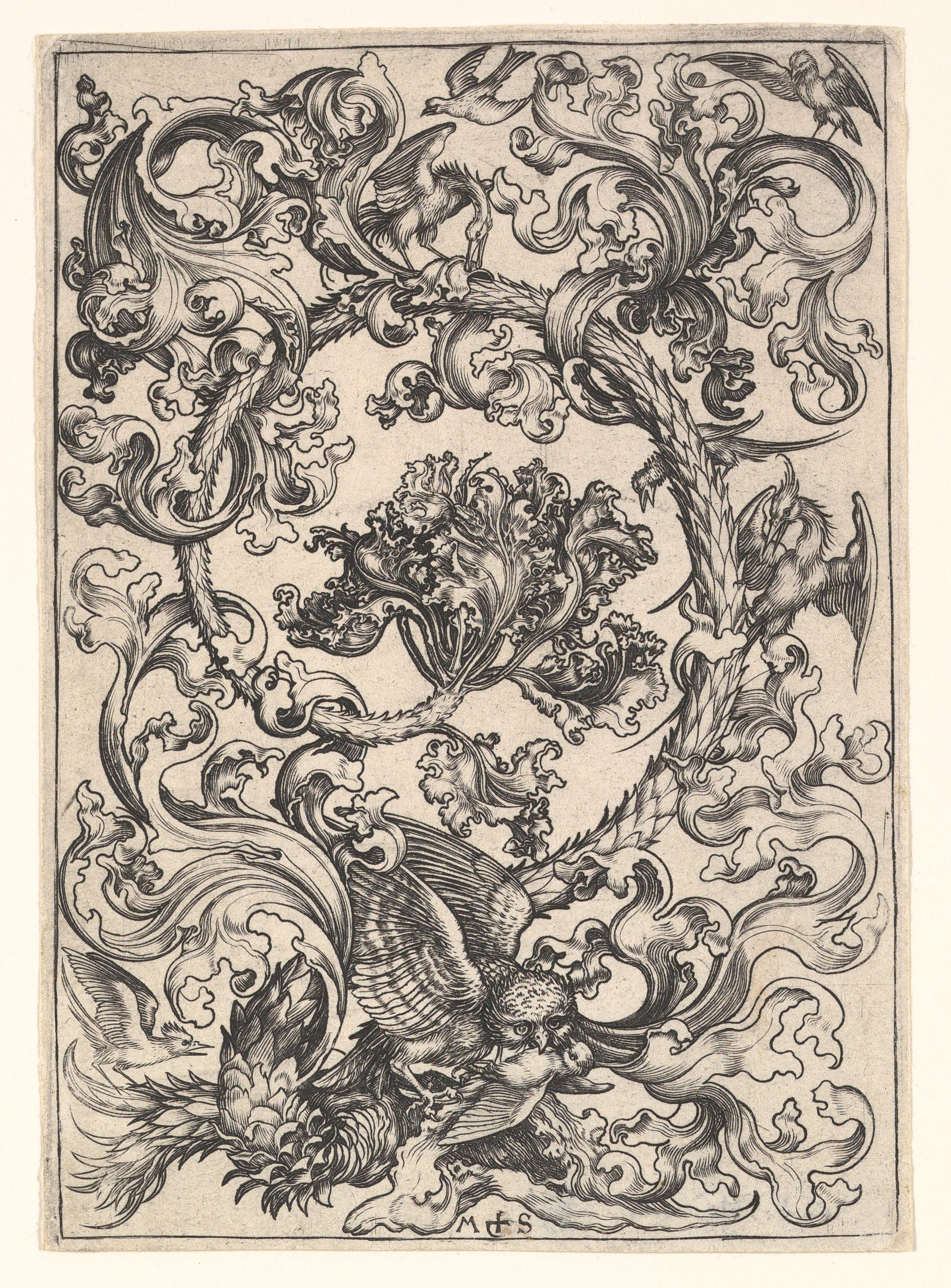
Орнамент с совой, насмехающейся над дневными птицами